# Macrosphenus flavicans
El picolargo amarillo (Macrosphenus flavicans) es una especie de ave en la familia Macrosphenidae, propia del centro de África.

## Distribución y hábitat
Esta ave se encuentra en Angola, Camerún, República Centroafricana, República del Congo, República Democrática del Congo, Guinea Ecuatorial, Gabón, Nigeria, Sudán del Sur, Tanzania, y Uganda.
Su hábitat natural son los bosques bajos húmedos tropicales y los bosques montanos húmedos tropicales.